# إدوارد جي. كرونين
إدوارد جي. كرونين هو سياسي أمريكي، ولد في 25 فبراير 1912 في تشيلسي في الولايات المتحدة، وتوفي بنفس المكان في 24 نوفمبر 1958. نشط حزبياً في الحزب الديمقراطي.